# Котон
Котон (др.-греч. κώθων) — вид искусственной внутренней гавани в древности, времен Пунических войн. Наиболее известен котон в Карфагене. Также обнаружены котоны на острове Мотия у берегов Сицилии, у города Махдия в Тунисе и у города Китион на Кипре.

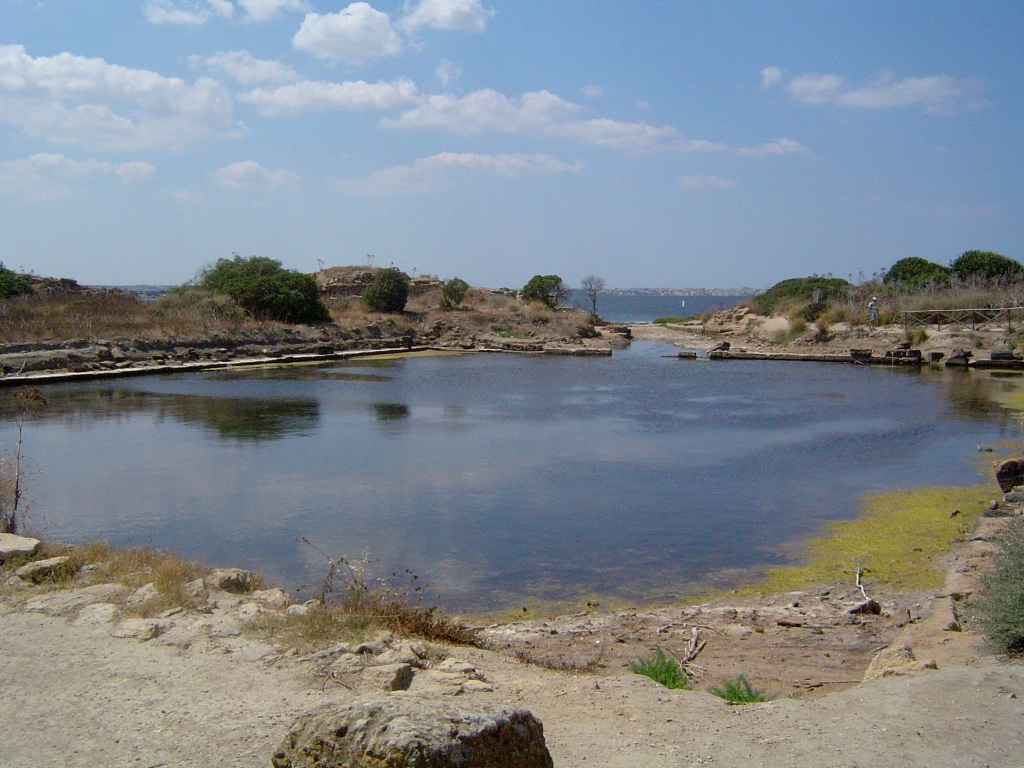
Современное состояние котона на Мотии

## Происхождение названия
Такие гавани назывались по форме одноимённого сосуда.

## Устройство гавани в Карфагене

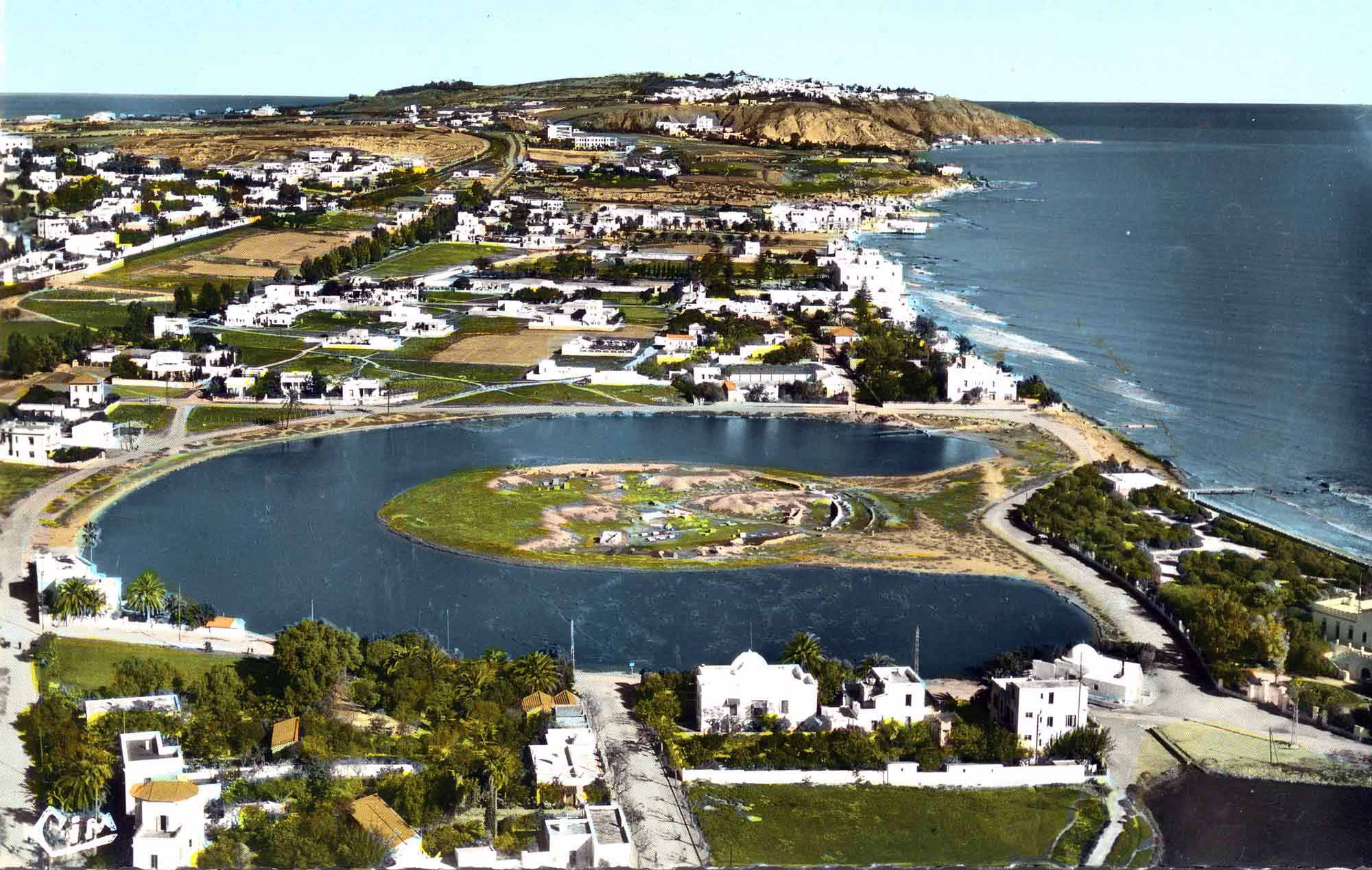
Карфагенский котон в 1958 году

Внутренняя гавань Котон была приспособлена для военных нужд. Корабли попадали сюда, минуя шлюз. Посредине этой круглой гавани карфагеняне возвели искусственный круглый остров. Здесь находилась резиденция суффета, который мог наблюдать, что происходит в открытом море. Археологи обнаружили на острове остатки высокой платформы, которая располагалась выше доков (примерно 6—8 метров).
Крытые доки располагались по внутреннему периметру гавани и вдоль берега острова. Перед каждым из них высились две ионические колонны.

### Современное состояние
В наше время на месте гавани можно наблюдать два небольших пруда, занесенных илом. Во время расчистки этих водоемов в 1954—1955 годах на дне их были обнаружены каменные плиты, а также остатки каменного основания моста, который соединял остров с городом.

### Вместительность гавани
По подсчетам С. Ланселя, французского историка, диаметр военной гавани составлял 300 метров; её периметр — около 940 метров. У входа в гавань корабли не могли находиться. Длина периметра порта равнялась примерно 910 метрам. Ширина корабля составляла в среднем около 6 метров. Таким образом, вдоль береговой линии порта могло выстроиться около 152 кораблей. Возле «адмиральского острова» могли расположиться на стоянку ещё около тридцати кораблей.